# Destine
Destine var ett rockband startat år 2006 i Nederländerna av Robin van Loenen (gitarr och sång), Hubrecht Eversdij (gitarr), Laurens Troost (keyboard), Tom Vorstius Kruijff (bas) och Robin Faas (trummor). Deras debutplatta fick namnet "Lightspeed" och kom  ut år 2010. Bandet slog igenom med singlarna "In Your Arms" (som även blev soundtrack i tv-spelet Pro Evolution Soccer 2011), "Stars" och "Spiders", bandet har även turnerat i länder som Belgien, England, Wales, Frankrike och Tyskland, där det bland allat har varit förband till Fall Out Boy och New Found Glory. Den 18 oktober 2011, lämnade trummisen Robin Faas bandet på grund av personliga problemn och hans plats blir tagen av Jordy Datema. Bandets andra platta "Illuminate" släpps i mitten av 2012. Några månader efter att bandet släppte sitt tredje album "Forevermore" år 2015 tog de farväl av sina fans i ett sista gig och splittrades kort senare.
Deras musik blandar in stilar som Powerpop, Punkpop, Alternativ rock, pop eller punkrock och liknar nordamerikanska band som Paramore, New Found Glory, Blink-182 och några andra.

## Medlemmar
- Robin van Loenen - gitarr och sång
- Tom Vorstius Kruijff - bas
- Hubrecht Eversdijk - gitarr
- Laurens Troost - keyboard
- Jordy Datema - trummor

### Tidigare medlemmar
- Robin Faas - trummor (fram till 2011)

## Diskografi
- A Dozen Dreams - 2006  (EP)
- Lightspeed - 2010
- Illuminate - 2012
- Forevermore - 2015

## Singlar
- In Your Arms - 2009
- Stars - 2009
- Spiders - 2010
- Down - 2010
- Stay - 2011
- Thousand miles - 2011
- Night Skies - 2012
- All The People - 2012
- Wait Forever - 2012
- Down and Out - 2015